# 괴산 화양서원 묘정비
괴산 화양서원 묘정비(槐山 華陽書院 廟庭碑)는 충청북도 괴산군 청천면 화양리, 우암 송시열을 모신 화양서원의 자리에 놓여 있는 비석이다. 1996년 1월 5일 충청북도의 기념물 제107호로 지정되었다.

## 개요
묘정비는 서원 앞에 세워 서원의 건립취지와 그 서원의 주인·모시는 인물에 대한 문장 등을 기록해 두는 것으로, 이 비는 우암 송시열 선생을 모신 화양서원의 자리에 놓여 있다.
화양서원은 조선 숙종 22년(1696) 송시열의 영정을 모시고 제향하기 위해 건립된 것으로, 창건되던 해에 현판을 하사받아 숙종 42년(1716) 어필로 현판을 달았다. 전국의 사액서원 중에서도 가장 이름있고 위세가 당당한 서원이었으나, 그릇된 세금징수로 심한 민폐를 끼쳐 철종 9년(1858)에 폐쇄되고, 논란 속에 고종 7년(1870) 건물이 헐리었다.
비는 네모반듯한 받침돌 위로 비몸을 세운 뒤 지붕돌을 올린 모습이다. 숙종 42년(1716)에 세운 것으로, 비문은 윤봉구가 지었다. 서원이 헐리면서 땅속에 매몰되어 있던 것을 광복 후에 다시 찾아 세워 놓았다.

## 같이 보기
- 화양서원

## 참고 자료
- 괴산 화양서원 묘정비 - 국가유산청 국가유산포털